# Nicolas Jaar
Nicolas Jaar (Nueva York, 10 de enero de 1990) es un DJ, compositor y productor musical de electrónica chileno-estadounidense. Su estilo musical se basa en ritmos del house y recibe influencias del jazz y el soul. Se caracteriza por un tempo lento y por generar atmósferas elegíacas. También es uno de los componentes del dúo Darkside junto con Dave Harrington. Es hijo del artista visual chileno Alfredo Jaar. Desde su primer álbum, Nicolas comenzó a explorar diversas direcciones musicales, entre las que se encuentran un concierto improvisado de cinco horas en el MoMA PS1.

## Biografía

### Juventud
Nicolás Jaar es hijo de Alfredo Jaar y Evelyne Meynard. Nació en Nueva York el 10 de enero de 1990. Con apenas dos años emigró a Chile junto con su madre antes de regresar a la gran manzana a los 11 años. Cursó parte de sus estudios en el Liceo Francés de Nueva York. Para entonces ya sabía tocar el piano y experimentaba con Reason. 
En el 2004 descubrió el DJ-Kicks de Tiga y más tarde los álbumes Thé Au Harem D'Archimède de Ricardo Villalobos y Vocalcity de Luomo, regalados por su padre. A partir de esta música comenzó a sentir una gran pasión por la música electrónica: «era la música más sexy que había escuchado en toda mi vida».
A los 16 años escuchó al dúo Wolf + Lamb en una emisora de radio universitaria de Nueva York y decidió enviarles sus primeros trabajos. Lanzó su primer EP, The Student, en 2008 con el sello discográfico de Wolf + Lamb y en 2009 fundó su sello Clown y Sunset, en el que lanzó a finales de 2010 un álbum recopilatorio colectivo, Inès, con Nikita Quasim y Keita Soul. Junto a su actividad musical, estudió literatura comparada en la Universidad Brown de Providence, de la cual se graduó en 2012.

### Debut en 2011
Su primer álbum, Space Is Only Noise, fue lanzado a principios de 2011. Recibió elogios de la crítica y vendió 25.000 copias en todo el mundo. En octubre de ese año, el álbum fue retirado del mercado debido a un problema de derechos de autor, ya que I Got a Woman, una de las pistas del álbum, contiene una muestra no declarada de la canción homóloga de Ray Charles. El álbum volvió a las tiendas sin el tema citado.
A finales de 2011, ocupó un lugar destacado en varios rankings de los mejores álbumes del año: en sitio de música independiente Pitchfork ocupó el puesto #20, mientras que Resident Advisor lo destacó en primer puesto, y la revista estadounidense XLR8R lo posició en el #18, además de mencionar a Jaar como uno de los mejores artistas emergentes del 2011.

### Giras y colaboraciones
Nicolas Jaar también es reconocido por la calidad de su puesta en escena. Resident Advisor lo posicionó en 2º lugar en 2010 y 1r lugar en 2011 en su ranking anual al mejor concierto de música electrónica.
En algunos de sus conciertos, Jaar ha tocado junto con tres amigos suyos de la escuela secundaria: Will Epstein en el saxofón y el piano, Dave Harrington (con quien formó el dúo Darkside) en guitarra y máquinas, e Ian Sim en la batería. A principios de noviembre de 2011, anunció una gira de tres meses que comenzaría en Miami el 24 de ese mes y terminaría el 26 de enero de 2012 en Roma. En el mismo comunicado de prensa anunció el próximo lanzamiento de un nuevo maxi titulado Don't Break My Love, de descarga gratuita en el sitio web de su sello.
En 2012, continuó acercándose a su música de forma colectiva: en enero ofreció una nueva pieza en colaboración con el cantante Scout LaRue y Will Epstein en el saxofón. El 5 de febrero, participó con Noah Kraft en From Scratch, organizado por MoMA PS1 en colaboración con Pitchfork y la empresa matriz del sello de Nicolas Jaar, Clown & Sunset Aesthetics (CSA). Esta actuación multidisciplinaria de 5 h involucró conciertos de Jaar, Epstein, Harrington y Sasha Spielberg, un movimiento interpretado por Lizzie Feidelson, y un video artístico de Ryan Staake. CSA organizó dos eventos más de este tipo en marzo, uno en Los Ángeles y el otro en Nueva York, para marcar el lanzamiento de su primera compilación, El Prisma. Al mismo tiempo, trabajó en dos LPs, uno en Darkside y el otro su 2º álbum en solitario programado para 2013. Al final del año, obtuvo el 1r puesto en el ranking anual de Resident Advisor para conciertos en vivo (Top 20 live acts).
En el verano de 2013, comenzó el proyecto Darkside con Harrington. Los dos artistas distribuyen a través de Soundcloud un álbum de remezclas de Random Access Memories de Daft Punk, que titulan Random Access Memories Memories.
En 2015 firmó la banda sonora de Dheepan, película de Jacques Audiard. En 2019 participó en la de Ema, del cineasta chileno Pablo Larraín.